# Warsaw Shore
Warsaw Shore, en su idioma original Warsaw Shore: Ekipa z Warszawy, es un programa de telerrealidad polaco que fue transmitido por MTV Polonia. Con sede en Varsovia, ciudad de Polonia; su primera emisión fue el 10 de noviembre de 2013, es una versión polaca de la serie norteamericana Jersey Shore.
El 11 de junio de 2025, MTV confirmó que no serían producidos nuevos episodios del programa.

## Temporadas
| Año     | Temporadas   | Ubicación                                          | N.º de Episodios |
| ------- | ------------ | -------------------------------------------------- | ---------------- |
| 2013-14 | Temporada 1  | Varsovia & Cracovia                                | 13               |
| 2014    | Temporada 2  | Varsovia, Breslavia, Poznan & Praga                | 13               |
| 2015    | Temporada 3  | Varsovia, Sopot & Toruń                            | 18               |
| 2015    | Temporada 4  | Łeba                                               | 12               |
| 2016    | Temporada 5  | Breslavia, Berlín, Szklarska Poręba & Zielona Góra | 16               |
| 2016    | Temporada 6  | Mielno & Gdynia                                    | 12               |
| 2017    | Temporada 7  | Zakopane & Gdynia                                  | 12               |
| 2017    | Temporada 8  | Władysławowo, Gdańsk, Łeba y Sopot                 | 12               |
| 2018    | Temporada 9  | Varsovia                                           | 12               |
| 2018    | Temporada 10 | Łeba y Gdynia                                      | 12               |
| 2019    | Temporada 11 | Varsovia y Poznań                                  | 13               |
| 2019    | Temporada12  | Mielno, Kołobrzeg y Koszalin                       | 13               |
| 2020    | Temporada 13 | Varsovia, Kielce y Poznan                          | 13               |
| 2020    | Temporada 14 | Varsovia                                           | 13               |
| 2021    | Temporada 15 | Varsovia                                           | 13               |
| 2021    | Temporada 16 | Łeba                                               | 13               |
| 2022    | Temporada 17 | Breslavia, República Checa & Varsovia              | 13               |
| 2023    | Temporada 18 | Varsovia, Radom, Lodz & Ostrołęka                  | 13               |
| 2023    | Temporada 19 | Mielno, Szczecin & Łeba                            | 13               |
| 2024    | Temporada 20 | Varsovia & Lodz                                    | 13               |
| 2024    | Temporada 21 | Szczecin, Berlín & Mielno                          | 13               |
| N/A     | Temporada 22 | Varsovia                                           | Cancelada        |

### Temporada 1 (2013–2014)
Warsaw Shore fue anunciado el 23 de agosto de 2013. La primera temporada fue estrenada el 10 de noviembre del mismo año en MTV Polonia después de la transmisión de los MTV Europe Music Awards 2013 desarrollado en Ámsterdam, Países Bajos y concluyó el 19 de enero de 2014, constando de 11 episodios. En enero de 2014, el programa fue emitido en Dinamarca, Suecia, Alemania, Suiza, Finlandia, Bélgica, Países Bajos, Noruega y en la región de Flanders.
El reparto estuvo compuesto por: Anna Aleksandrzak, Anna Ryśnik, Eliza Wesołowska, Ewelina Kubiak, Mariusz Śmietanowski, Paweł Cattaneo, Paweł Trybała y Wojciech Gola.
También contó con la participación especial de Holly Hagan y Scott Timlin del programa hermano Geordie Shore.

### Temporada 2 (2014)
La segunda temporada se anunció el 10 de febrero de 2014, estrenando más tarde ese año el 20 de abril, concluyó el 13 de julio de 2014 luego de 13 episodios. Después de que el miembro de la primera temporada Mariusz Śmietanowski anunció su retiro del programa y la salida en el primer episodio de Paweł Trybała y Eliza Wesołowska, se unieron al elenco Jakub Henke, Alan Kwiecińeski y Alicja Herodzińska, luego de la salida de esta última, Malwina Pycka entró en su lugar.

### Temporada 3 (2015)
La tercera temporada del programa se anunció el 23 de enero de 2015.  Se estrenó el 29 de marzo de 2015 y concluyó el 20 de septiembre, constando de 16 episodios. Esta temporada no incluye a Jakub Henke y Malwina Pycka. Incluye a los nuevos miembros Magdalena Pyznar, Damian Zduńcz y Klaudia Stec. Mientras que Paweł Trybała y Eliza Wesołowska fueron miembros recurrentes. Paweł Cattaneo fue despedido durante el final de temporada.

### Temporada 4 (2015–2016)
La cuarta temporada del programa se anunció el 13 de julio de 2015. El rodaje inició el 11 de octubre de 2015 en la ciudad de Łeba, Polonia. En esta temporada no se incluía a la miembros de reparto original Ewelina Kubiak. Esta temporada marca el regreso de Jakub Henke. La temporada se empezó a emitir el 10 de enero de 2016.

### Temporada 5 (2016)
La quinta temporada del programa fue anunciada el 13 de noviembre de 2015. Se empezó a emitir el 28 de febrero de 2016. Esta temporada no consta con la participación de Alan Kwiecińesk, después aparecer por última vez en la cuarta temporada. Esta fue la primera y única temporada que incluyó a los hermanos gemelos Pauly y Piotr Kluk como miembros principales. Esta serie marca el regreso de Ewelina Kubiak. Esta temporada fue filmada en la ciudad de Breslavia, Polonia. Anna Ryśnik abandonó el programa a mitad de temporada.

### Temporada 6 (2016)
La sexta temporada del programa se anunció el 16 de junio de 2016. Comenzó a transmitirse el 28 de agosto de 2016. Ewelina Kubiak no regresó para esta temporada. El 12 de agosto de 2016, se confirmaron dos nuevos miembros del elenco, Aleksandra Smoleń y Piotr Polak. Ewelina Bańkowska se unió al programa luego de la salida de Klaudia Stec.

### Temporada 7 (2017)
La séptima temporada del programa fue anunciada el 20 de enero de 2017. Se transmitió iniciaron el 26 de febrero del mismo año. Aleksandra Smoleń no regresó luego de la temporada anterior. El 14 de febrero de 2017, se anunció el regreso de tres antiguos miembros del reparto, Alan Kwieciński, Ewelina Kubiak y Klaudia Stec. Antes del estreno se confirmó que la serie se filmaría en Zakopane. Anna Aleksandrzak abandonó la serie durante esta temporada.

### Temporada 8 (2017)
La octava temporada del programa fue anunciada el 14 de julio de 2017. Se empezó a emitir el 3 de septiembre de 2017. Jakub Henke, Alan Kwieciński, Magdalena Pyznar, Klaudia Stec y Ewelina Bańkowska no regresaron luego de la temporada anterior. Esta fue la primera temporada en incluir nueve posibles nuevos miembros del elenco, Anna Papierz, Bartlomej Barański, Ilona Borowska, Jacek Bystry, Jola Mróz, Kamila Widz, Marcin Maruszak, Mariusz Adam y Wiktoria Sypucińska. Jacek, Maruszak, Mróz, Sypucińska, Papierz y Barański fueron elegidos como miembros a tiempo completo, sin embargo, estos dos últimos abandonaron el programa. También presenta el regreso de Anna Aleksandrzak, que había salido la temporada anterior. Antes del estreno se confirmó que la serie se filmaría en Władysławowo.

### Temporada 9 (2018)
La novena temporada del programa se anunció el 13 de noviembre de 2017. Se estrenó el 4 de marzo de 2018. Bartlomej Barański no regresó al programa después de la temporada anterior. El miembro original Wojciech Gola abandonó el programa a mitad de temporada, mientras que Jola Mróz y Jacek Bystry fueron despedidos. Cuenta con las apariciones recurrentes de Alan Kwieciński, Jackub Henke y Mariusz Adam. Más tarde Wiktoria Sypucińska también abandonó el programa.

### Temporada 10 (2018–2019)
La décima temporada del programa fue anunciada en julio de 2018. Se estrenó el 21 de octubre del mismo año, fue filmada en Łeba, Polonia. Esta temporada marcara por segunda vez el regreso de Klaudia Stec. Además incluye a los nuevos miembros del reparto Julia Kruzar, Klaudia Czajkowska, Patryk Spiker y Filip Krzymiński quien participó en la segunda temporada de Ex on the Beach Polonia. 
Alan Kwieciński, Bartek Barański, Ewelina Bańkowska, Aleksandra Smoleń, Jakub Henke, Kamila Widz y Piotr Kluk estuvieron regresando al programa a lo largo de la temporada, al igual que Wojciech Gola y Wiktoria Sypucińska luego de salir durante la temporada anterior. Paweł Trybała regresa en el papel de Jefe.
Julia Kruzar y Marcin Maruszak abandonaron el programa.

### Temporada 11 (2019)
La undécima temporada del programa se confirmó el 14 de enero de 2019 y se estrenó el 24 de marzo.  Es la primera temporada en incluir a cuatro nuevos miembros del reparto Anastasiya Yandaltseva, Ewa Piekut, Damian Graf y Kasjusz Życiński. Aleksandra Smoleń hizo un breve regreso.

### Temporada 12 (2019)
La duodécima temporada se confirmó en julio de 2019 y comenzó a emitirse el 22 de septiembre de 2019. Fue filmada en Mielno, también se confirmó que Klaudia Czajkowska y Klaudia Stec habían abandonado el programa. Incluye a la celebridad húngara Gábor Szabó, además de visitas de posibles nuevos miembros del reparto, conformado por Joanna Bałdys, Paweł Hałabuda, Anna Tokarska, Radosław Majchrowski y Aleksandr Muzheiko. En un principio Majchrowski y Bałdys también fueron elegidos como miembros principales. Anna Aleksandrzak, Damian Graf y Damian Zduńczyk abandonaron el programa. Contó con el breve regreso de Jakub Henke y Wojciech Gola.

### Temporada 13 (2020)
La decimotercera temporada del programa se confirmó en enero de 2020. Inicialmente se programó para ser estrenada el 29 de marzo de 2020, pero se pospuso debido a la pandemia de COVID-19. El 27 de julio de 2020 se anunció la fecha de estreno para el 6 de septiembre, transmitiéndose por primera vez dos días a la semana los domingos y miércoles. Incluye a los nuevos miembros del reparto Marceli Szklanny y Milena Łaszek. Cuenta con el regreso de Damian Graf. También con la participación especial de Nathan Henry del programa hermano Geordie Shore. Anastasiya Yandalsava abandonó el programa.

### Temporada 14 (2020–2021)
La decimocuarta temporada se confirmó el 27 de julio de 2020 y comenzó a filmarse a principios de agosto en Varsovia, de conformidad con todas las normas de seguridad relacionadas con la pandemia de COVID-19. Comenzara transmitirse el 15 de noviembre. Gábor Szabó y Marceli Szklanny no regresaron al programa, mientras se unen los nuevos miembros del elenco Daniel Jabłoński, Kinga Gondorowicz y Maciek Szczukiewicz, además los miembros recurrentes Michał Eliszer y Paulina Karbowiak. Jakub Henke regresó al programa como Jefe. Piotr Polak abandonó el programa. Esta fue la última temporada en presentar a la miembro del elenco original Ewelina Kubiak, además de Daniel Jabłoński, Joanna Bałdys, Michał Eliszer y Paulina Karbowiak

### Temporada 15 (2021)
La decimoquinta temporada se confirmó el 4 de enero de 2021 luego de que la página oficial de Instagram del programa anunciara el casting para la nueva temporada. El 16 de marzo del 2021 se anunció el estreno de la temporada para el 28 de marzo de ese año. Fue filmada de conformidad con todas las normas de seguridad relacionadas con la pandemia de COVID-19. Es la primera temporada que no incluye a un miembro del reparto original, además cuenta con los nuevos miembros Dominik Raczkowski, Jeremiasz Szmigiel, Kamil Jagielski, Lena Majewska, Oliwia Dziatkiewicz y Patrycja Morkowska. Jakub Henke vuelve a ser presentado como Jefe. Damian Graf abandonó el programa mientras que Dominik fue expulsado. Los antiguos miembros del reparto Alan Kwiecińskiy, Michał Eliszer y Piotr Polak hicieron breves regresos.

### Temporada 16 (2021)
La decimosexta temporada se confirmó el 25 de mayo de 2021. Fue filmada en julio y agosto de 2021 en Łeba. El 1 de septiembre de 2021 se anunció el estreno para el 19 de septiembre de se año. Jakub Henke vuelve a ser presentado como jefe. Ewa Piekut, Kinga Gondorowicz y Maciek Szczukiewicz no regresaron al programa después de la temporada anterior. Incluye el regreso de la miembro del reparto original Ewelina Kubiak, al igual que Daniel Jabłoński. Presenta por primera vez a Michał Sarnowski como miembro del reparto. También cuenta con los breves regresos de algunos antiguos miembros del reparto, incluyendo a Damian Graf, Damian Zduńczyk y Piotr Polak. Kasjusz Życiński y Lena Majewska abandonaron el programa el programa durante el undécimo y duodécimo episodio.

### Temporada 17 (2022)
La decimoséptima temporada del programa se estrenó el 18 de septiembre de 2022. En noviembre de 2021 Dragon Head, quien produce el programa, anunció un nuevo proceso de casting para la nueva temporada. En marzo de 2022, un portavoz de Paramount+ Polonia anunció el regreso del programa para la segunda mitad del año. Se confirmó que la serie se filmaría en julio en la ciudad de Wrocław, es la primera temporada que se filma allí desde la quinta temporada, además el elenco viajó a República Checa por segunda ocasión después de la segunda temporada. Jakub Henke vuelve a ser presentado como jefe. Presenta a cinco nuevos miembros del reparto, Aleksandra Okrzesik, Dominik Gul, Małgorzata Jeziorowska, Przemysław Skulski y Wiktoria Robert. 
Radosław "Diva" Majchrowski hizo una breve aparición durante el inicio de la temporada. Durante el segundo episodio se anunció que Dominik y Małgorzata habían sido expulsados de la casa por transgredir las reglas, y eventualmente fueron expulsados de la temporada. Alan Kwiecińskiy hizo un breve regreso al programa.

### Temporada 18 (2023)
La decimoctava temporada se estrenó el 19 de marzo de 2023. En enero de 2023 Dragon Head hizo público el calendario de eventos públicos donde estaría filmando el elenco, dichas filmaciones se llevearon a cabo en Radom, Varsovia y en Lodz. Jeremiasz Szmigiel y Kamil Jagielski non regresaron después de la temporada anterior. Presenta por primera vez a la participante de Love Island Polonia, Angelika Kramer, así como Eliasz Zdzitowiecki, Marcin Wrolak y Piotr Nowakowski. Incluye el breve regreso de Ewelina Kubiak, Alan Kwieciński, Damian Graf y Kasjusz Życiński. Durante el transcurso del programa Oliwia Dziatkiewicz y Wiktoria Robert salieron voluntariamente del programa.

### Temporada 19 (2023)
La decimonovena temporada comenzó a transmitirse el 17 de septiembre de 2023. El 21 de junio de 2023, MTV confirmó que la decimonovena temporada del programa, la cual se filmó en Mielno en julio de 2023.Fue la primera y única temporada en incluir a Iryna Maltseva y Ronaldo Miranda como parte del elenco principal.

### Temporada 20 (2024)
La vigésima temporada se estrenó en MTV el 17 de marzo de 2024. El 29 de septiembre de 2023, Dragon Head confirmó el inicio de la preproducción para próxima temporada del programa. Se filmó en noviembre y diciembre de 2023 principalmente en Varsovia con escenarios en Lodz.Milena Łaszek, Michał Sarnowski y Przemysław Skulski no regresaron al programa después de la temporada anterior. Cuenta con la incorporación de cuatro novatos: Diana Mościcka, Grzesiek Tomaszewski, Magda Pawińska yOlaf Majewski.
A lo largo de la temporada se muestran los breves apariciones y regresos, incluidos Damian Zduńczyk, Kamil Jagielski, Kasjusz Życiński y Radosław Majchrowski, así como los miembros del elenco original Mariusz Śmietanowski y Anna Aleksandrzakasí. El participante de Geordie Shore, Nathan Henry, vuelve a ser presentado como invitado especial, después de su primera aparición en la decimotercera temporada.

### Temporada 21 (2024)
La vigesimoprimera temporada se confirmó en mayo de 2024 y se estrenó el 22 de septiembre de 2024.Fue filmada en Szczecin. Esta es la primera vez en seis temporada que no incluye a Lena Majewska, tras abandonar el programa en la temporada anterior. Antes del estreno se anunció a Ewelina Kubiak como la nueva "Boss/Jefe", a su misma vez a incorporación de Adam Mikołajczyk, Julita Izdebska, Łukasz Budyń y Michał Sewera, y el regreso de Oliwia Dziatkiewicz. Presenta la participación especial de Bellydah y Fabio De Pasquale de Germany Shore mientras el elenco se encontraba de viaje en Berlín, también a Julia Kruzer quién fuera parte de la decima temporada. Patryk Spiker abandonó el programa.

### Temporada 22 (No emitida)
La vigesimosegundo temporada se filmó en Varsovia en febrero de 2025, pero fue cancelada tras la muerte de Jeremiasz Szmigiel, quien fue parte de esta temporada. Paramount ordenó la nueva temporada en octubre de 2024. La lista del elenco fue publicada por MTV en enero de 2025: Adam Mikołajczyk, Grzesiek Tomaszewski y Michał Sewera no regresaron después de la temporada anterior; se confirmó el regreso de Milena Łaszek, así como la incorporación de tres nuevos miembros masculinos, incluidos Dawid, Kamil Sowa y el participante de Love Island Polonia, Daniel Kowalski. La miembro del elenco original Ewelina Kubiak habría regresado nuevamente como la jefa. También se anunciaron apariciones especiales de las estrellas de Italia Shore, Francesco Russo y Swamy Prinno.

## Reparto
| Miembros del reparto            | Temporadas | Temporadas | Temporadas | Temporadas | Temporadas | Temporadas | Temporadas | Temporadas | Temporadas | Temporadas | Temporadas | Temporadas | Temporadas | Temporadas | Temporadas | Temporadas | Temporadas | Temporadas | Temporadas | Temporadas | Temporadas |
| Miembros del reparto            | 1          | 2          | 3          | 4          | 5          | 6          | 7          | 8          | 9          | 10         | 11         | 12         | 13         | 14         | 15         | 16         | 17         | 18         | 19         | 20         | 21         |
| ------------------------------- | ---------- | ---------- | ---------- | ---------- | ---------- | ---------- | ---------- | ---------- | ---------- | ---------- | ---------- | ---------- | ---------- | ---------- | ---------- | ---------- | ---------- | ---------- | ---------- | ---------- | ---------- |
| Ewelina Kubiak                  |            |            |            |            |            |            |            |            |            |            |            |            |            |            |            |            |            |            |            |            |            |
| Anna "Ania Mała" Aleksandrzak   |            |            |            |            |            |            |            |            |            |            |            |            |            |            |            |            |            |            |            |            |            |
| Wojciech "Wojtek" Gola          |            |            |            |            |            |            |            |            |            |            |            |            |            |            |            |            |            |            |            |            |            |
| Anna "Ania" Ryśnik              |            |            |            |            |            |            |            |            |            |            |            |            |            |            |            |            |            |            |            |            |            |
| Paweł Cattaneo                  |            |            |            |            |            |            |            |            |            |            |            |            |            |            |            |            |            |            |            |            |            |
| Paweł "Trybson" Trybała         |            |            |            |            |            |            |            |            |            |            |            |            |            |            |            |            |            |            |            |            |            |
| Eliza Wesołowska                |            |            |            |            |            |            |            |            |            |            |            |            |            |            |            |            |            |            |            |            |            |
| Mariusz Śmietanowski            |            |            |            |            |            |            |            |            |            |            |            |            |            |            |            |            |            |            |            |            |            |
| Jakub "Ptyś" Henke              |            |            |            |            |            |            |            |            |            |            |            |            |            |            |            |            |            |            |            |            |            |
| Alan Kwieciński                 |            |            |            |            |            |            |            |            |            |            |            |            |            |            |            |            |            |            |            |            |            |
| Alicja Herodzińska              |            |            |            |            |            |            |            |            |            |            |            |            |            |            |            |            |            |            |            |            |            |
| Malwina Pycka                   |            |            |            |            |            |            |            |            |            |            |            |            |            |            |            |            |            |            |            |            |            |
| Damian "Stifler" Zduńczyk       |            |            |            |            |            |            |            |            |            |            |            |            |            |            |            |            |            |            |            |            |            |
| Klaudia Stec                    |            |            |            |            |            |            |            |            |            |            |            |            |            |            |            |            |            |            |            |            |            |
| Magdalena Pyznar                |            |            |            |            |            |            |            |            |            |            |            |            |            |            |            |            |            |            |            |            |            |
| Paweł Kluk                      |            |            |            |            |            |            |            |            |            |            |            |            |            |            |            |            |            |            |            |            |            |
| Piotr Kluk                      |            |            |            |            |            |            |            |            |            |            |            |            |            |            |            |            |            |            |            |            |            |
| Piotr "Piotrek/Pedro" Polak     |            |            |            |            |            |            |            |            |            |            |            |            |            |            |            |            |            |            |            |            |            |
| Ewelina "Młoda" Bańkowska       |            |            |            |            |            |            |            |            |            |            |            |            |            |            |            |            |            |            |            |            |            |
| Aleksandra "Ola" Smoleń         |            |            |            |            |            |            |            |            |            |            |            |            |            |            |            |            |            |            |            |            |            |
| Marcin "Brzydal" Maruszak       |            |            |            |            |            |            |            |            |            |            |            |            |            |            |            |            |            |            |            |            |            |
| Wiktoria Sypucińska             |            |            |            |            |            |            |            |            |            |            |            |            |            |            |            |            |            |            |            |            |            |
| Jacek Bystry                    |            |            |            |            |            |            |            |            |            |            |            |            |            |            |            |            |            |            |            |            |            |
| Jola Mróz                       |            |            |            |            |            |            |            |            |            |            |            |            |            |            |            |            |            |            |            |            |            |
| Anna "Andzia" Papierz           |            |            |            |            |            |            |            |            |            |            |            |            |            |            |            |            |            |            |            |            |            |
| Bartłomej "Bartek" Barański     |            |            |            |            |            |            |            |            |            |            |            |            |            |            |            |            |            |            |            |            |            |
| Patryk Spiker                   |            |            |            |            |            |            |            |            |            |            |            |            |            |            |            |            |            |            |            |            |            |
| Klaudia "Czaja" Czajkowska      |            |            |            |            |            |            |            |            |            |            |            |            |            |            |            |            |            |            |            |            |            |
| Julia Kruzer                    |            |            |            |            |            |            |            |            |            |            |            |            |            |            |            |            |            |            |            |            |            |
| Filip Ćwiek                     |            |            |            |            |            |            |            |            |            |            |            |            |            |            |            |            |            |            |            |            |            |
| Kasjusz "Don Kasjo" Życiński    |            |            |            |            |            |            |            |            |            |            |            |            |            |            |            |            |            |            |            |            |            |
| Damian "Dzik" Graf              |            |            |            |            |            |            |            |            |            |            |            |            |            |            |            |            |            |            |            |            |            |
| Ewa Piekut                      |            |            |            |            |            |            |            |            |            |            |            |            |            |            |            |            |            |            |            |            |            |
| Anastasiya Yandaltsava          |            |            |            |            |            |            |            |            |            |            |            |            |            |            |            |            |            |            |            |            |            |
| Radosław "Diva" Majchrowski     |            |            |            |            |            |            |            |            |            |            |            |            |            |            |            |            |            |            |            |            |            |
| Gábor "Gabo" Szabó              |            |            |            |            |            |            |            |            |            |            |            |            |            |            |            |            |            |            |            |            |            |
| Joanna "Asia" Bałdys            |            |            |            |            |            |            |            |            |            |            |            |            |            |            |            |            |            |            |            |            |            |
| Milena Łaszek                   |            |            |            |            |            |            |            |            |            |            |            |            |            |            |            |            |            |            |            |            |            |
| Marceli Szklanny                |            |            |            |            |            |            |            |            |            |            |            |            |            |            |            |            |            |            |            |            |            |
| Kinga Gondorowicz               |            |            |            |            |            |            |            |            |            |            |            |            |            |            |            |            |            |            |            |            |            |
| Maciek Szczukiewicz             |            |            |            |            |            |            |            |            |            |            |            |            |            |            |            |            |            |            |            |            |            |
| Daniel "Arnold" Jabłoński       |            |            |            |            |            |            |            |            |            |            |            |            |            |            |            |            |            |            |            |            |            |
| Lena Majewska                   |            |            |            |            |            |            |            |            |            |            |            |            |            |            |            |            |            |            |            |            |            |
| Oliwia Dziatkiewicz             |            |            |            |            |            |            |            |            |            |            |            |            |            |            |            |            |            |            |            |            |            |
| Jeremiasz "Jez" Szmigiel †      |            |            |            |            |            |            |            |            |            |            |            |            |            |            |            |            |            |            |            |            |            |
| Kamil Jagielski                 |            |            |            |            |            |            |            |            |            |            |            |            |            |            |            |            |            |            |            |            |            |
| Patrycja Morkowska              |            |            |            |            |            |            |            |            |            |            |            |            |            |            |            |            |            |            |            |            |            |
| Dominik Raczkowski              |            |            |            |            |            |            |            |            |            |            |            |            |            |            |            |            |            |            |            |            |            |
| Michał "Sarna" Sarnowski        |            |            |            |            |            |            |            |            |            |            |            |            |            |            |            |            |            |            |            |            |            |
| Aleksandra "Ola" Okrzesik       |            |            |            |            |            |            |            |            |            |            |            |            |            |            |            |            |            |            |            |            |            |
| Przemysław "Sequento" Skulski   |            |            |            |            |            |            |            |            |            |            |            |            |            |            |            |            |            |            |            |            |            |
| Wiktoria "Jaszczur" Robert      |            |            |            |            |            |            |            |            |            |            |            |            |            |            |            |            |            |            |            |            |            |
| Angelika Kramer                 |            |            |            |            |            |            |            |            |            |            |            |            |            |            |            |            |            |            |            |            |            |
| Marcin "Mały" Pastuszka         |            |            |            |            |            |            |            |            |            |            |            |            |            |            |            |            |            |            |            |            |            |
| Eliasz Zdzitowiecki             |            |            |            |            |            |            |            |            |            |            |            |            |            |            |            |            |            |            |            |            |            |
| Piotr "Piotrek" Nowakowski      |            |            |            |            |            |            |            |            |            |            |            |            |            |            |            |            |            |            |            |            |            |
| Ronaldo "Czarny Polak" Miranda  |            |            |            |            |            |            |            |            |            |            |            |            |            |            |            |            |            |            |            |            |            |
| Iryna "Renatka" Maltseva        |            |            |            |            |            |            |            |            |            |            |            |            |            |            |            |            |            |            |            |            |            |
| Diana Mościcka                  |            |            |            |            |            |            |            |            |            |            |            |            |            |            |            |            |            |            |            |            |            |
| Grzesiek Tomaszewski            |            |            |            |            |            |            |            |            |            |            |            |            |            |            |            |            |            |            |            |            |            |
| Magda Pawińska                  |            |            |            |            |            |            |            |            |            |            |            |            |            |            |            |            |            |            |            |            |            |
| Olaf Majewski                   |            |            |            |            |            |            |            |            |            |            |            |            |            |            |            |            |            |            |            |            |            |
| Adam Mikołajczyk                |            |            |            |            |            |            |            |            |            |            |            |            |            |            |            |            |            |            |            |            |            |
| Julita Izdebska                 |            |            |            |            |            |            |            |            |            |            |            |            |            |            |            |            |            |            |            |            |            |
| Łukasz Budyń                    |            |            |            |            |            |            |            |            |            |            |            |            |            |            |            |            |            |            |            |            |            |
| Michał Sewera                   |            |            |            |            |            |            |            |            |            |            |            |            |            |            |            |            |            |            |            |            |            |
| Miembros del reparto recurrente |            |            |            |            |            |            |            |            |            |            |            |            |            |            |            |            |            |            |            |            |            |
| Mariusz "Ryjek" Adam †          |            |            |            |            |            |            |            |            |            |            |            |            |            |            |            |            |            |            |            |            |            |
| Kamila Widz                     |            |            |            |            |            |            |            |            |            |            |            |            |            |            |            |            |            |            |            |            |            |
| Ilona Borowska                  |            |            |            |            |            |            |            |            |            |            |            |            |            |            |            |            |            |            |            |            |            |
| Aleksandr "Sasha" Muzheiko      |            |            |            |            |            |            |            |            |            |            |            |            |            |            |            |            |            |            |            |            |            |
| Anna "Ania" RTokarska           |            |            |            |            |            |            |            |            |            |            |            |            |            |            |            |            |            |            |            |            |            |
| Paweł Hałabuda                  |            |            |            |            |            |            |            |            |            |            |            |            |            |            |            |            |            |            |            |            |            |
| Nathan Henry                    |            |            |            |            |            |            |            |            |            |            |            |            |            |            |            |            |            |            |            |            |            |
| Michał Eliszer                  |            |            |            |            |            |            |            |            |            |            |            |            |            |            |            |            |            |            |            |            |            |
| Paulina Karbowiak               |            |            |            |            |            |            |            |            |            |            |            |            |            |            |            |            |            |            |            |            |            |
| Dominik Gul                     |            |            |            |            |            |            |            |            |            |            |            |            |            |            |            |            |            |            |            |            |            |
| Małgorzata "Gosia" Jeziorowska  |            |            |            |            |            |            |            |            |            |            |            |            |            |            |            |            |            |            |            |            |            |
| Bellydah Victoria Badgal        |            |            |            |            |            |            |            |            |            |            |            |            |            |            |            |            |            |            |            |            |            |
| Fabio De Pasquale               |            |            |            |            |            |            |            |            |            |            |            |            |            |            |            |            |            |            |            |            |            |

     = Miembro del reparto es Jefe en la temporada.
     = Miembro del reparto es principal en la temporada.
     = Miembro del reparto es recurrente en la temporada.
     = Miembro del reparto es invitado en la temporada.
     = Miembro del reparto no aparece en la temporada.

### Otras Apariciones
Además de aparecer en Warsaw Shore , algunos de los miembros del reparto han aparecido en programa de competencia:
- Hell's Kitchen Polonia
  - Mariusz Adam - Temporada 2 (2014) - Decimoquinto
  - Anna Aleksandrzak - Temporada 5 (2016) - Duodécimo (se retiró)
- Top Model Polonia
  - Aleksandr Muzheiko - Temporada 6 (2016) - Duodécimo
- I'm a Celebrity...Get Me Out of Here! Hungary
  - Gábor Szabó – Temporada 5 (2017) – Tercer Lugar
- Love Island. Wyspa miłości
  - Angelika Kramer– Temporada 4 (2021) – Eliminada
  - Aleksandr Muzheiko – Temporada 6 (2022) – Ganador
  - Kamil Jagielski – Temporada 7 (2023) – Finalista
- All Star Shore
  - Patryk Spiker – Temporada 2 (2023) – Eliminado
- The Challenge

| Miembro del elenco | Desafíos                   | Desafíos ganados | Dinero ganado |
| ------------------ | -------------------------- | ---------------- | ------------- |
| Gábor "Gabo" Szabó | Espías, Mentiras y Aliados | –                | $0            |

Negrita indica que el concursante llegó a la final esa temporada.

## Especiales
Warsaw Shore: Mira con los Trybson - Transmitido entre el 19 de junio al 23 de agosto de 2015 por 12 episodios. Los participantes de la primera temporada - Eliza Wesołowska y Paweł Trybała miran y comentan episodios de la tercera temporada. Invitan a los participantes de las ediciones actuales y anteriores a cada episodio.
Warsaw Shore: Mira con las Chicas - Es la segunda edición del primer especial transmitido el 3 de enero de 2016, finalizando el 21 de febrero tras 7 episodios. Las participantes de todas las ediciones: Klaudia Stec, Magdalena Pyznar, Anna Aleksandrzak y Ewelina Kubiak invitan a participantes de anteriores temporadas, miran y comentan los episodios de la cuarta temporada.
Warsaw Shore: Mira con la Tripulación - La tercera entrega que sigue el formato de las ediciones pasadas, transmitido desde el 1 de marzo hasta el 27 de junio de 2016 después de 16 episodios. Los participantes de la quinta temporada miran y comentan todos los episodios.
Toda la verdad sobre Warsaw Shore - Transmitido del 3 de julio al 21 de agosto de 2016, concluyó luego de 18 episodios. Los participantes de las primeras cinco temporadas revelan secretos previamente desconocidos del programa. Cada episodio trata un tema diferente.
Warsaw Shore Bar - Los participantes de la décima temporada trabajan detrás de la barra, se realizan entrevistas con participantes de ediciones anteriores del programa. Fue estrenado el 29 de octubre de 2018 y finalizó el 21 de enero de 2019 tras 12 episodios.
Warsaw Shore: Mira con las Leyendas - Se estrenó el 7 de febrero de 2021. En este especial antiguos miembros del reparto, que en temporadas anteriores fueron los rostros más reconocidos del programa recuerdan sus aventuras y comentan sobre los miembros del elenco que recientemente se unieron al programa. Cuenta con la participación de Alan Kwieciński, Anna Aleksandrzak, Damian Zduńczyk, Jakub Henke, Klaudia Stec, Piotr Polak y Wojciech Gola.

## Distribución en Internet
Los episodios sin censura están disponibles para verlos en la aplicación MTV Play el día después de la emisión de los episodios. Desde el 28 de febrero de 2016, el programa se transmite en el sitio web de reproducción en polaco - Player.pl.